# Txeremíssivka
Txeremíssivka (en (ucraïnès): Чернмисівка, en rus: Черемисовка) és un poble de la República Autònoma de Crimea a Ucraïna, que el 2014 tenia 207 habitants. Pertany al districte de Bilogorsk.